# Amanitaceae
Le amanitaceae (Amanitaceae Pers., 1797) costituiscono una famiglia di funghi basidiomiceti appartenente all'ordine Agaricales.

## Descrizione
I funghi appartenenti a questa famiglia possiedono un cappello largo ornato da squame, residue dal velo generale. Le lamelle sono di solito bianche, non annesse al gambo, il quale è slanciato, cilindrico e con una base bulbosa ricoperta da una volva più o meno evidente. Le spore emesse da questi funghi sono bianche ed ellittiche.

## Tassonomia

### Generi
- Amanita (incl. Amanitopsis)
- Amarrendia
- Catatrama
- Limacella

## Galleria d'immagini

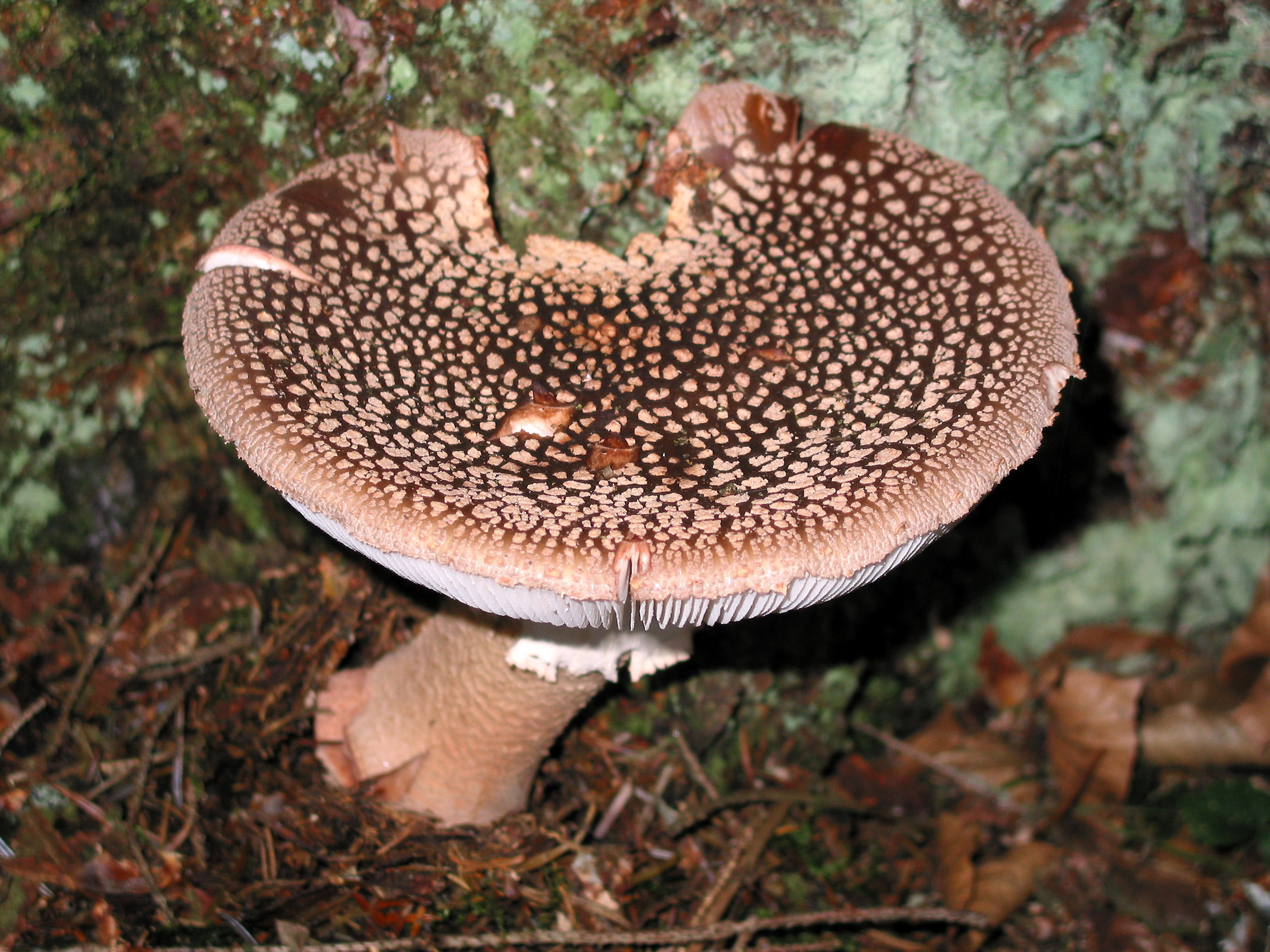
Amanita rubescens
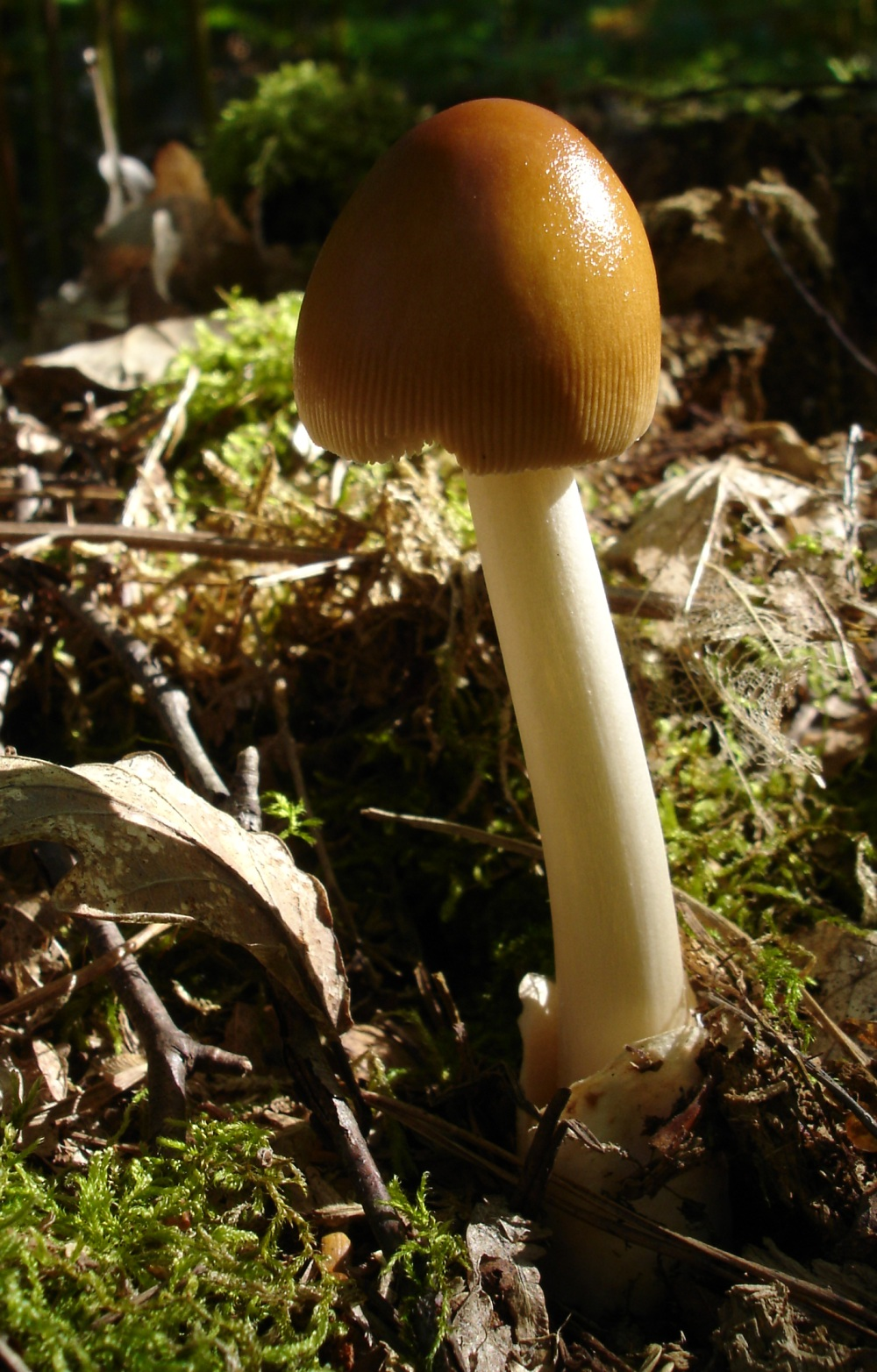
Amanita vaginata var. fulva
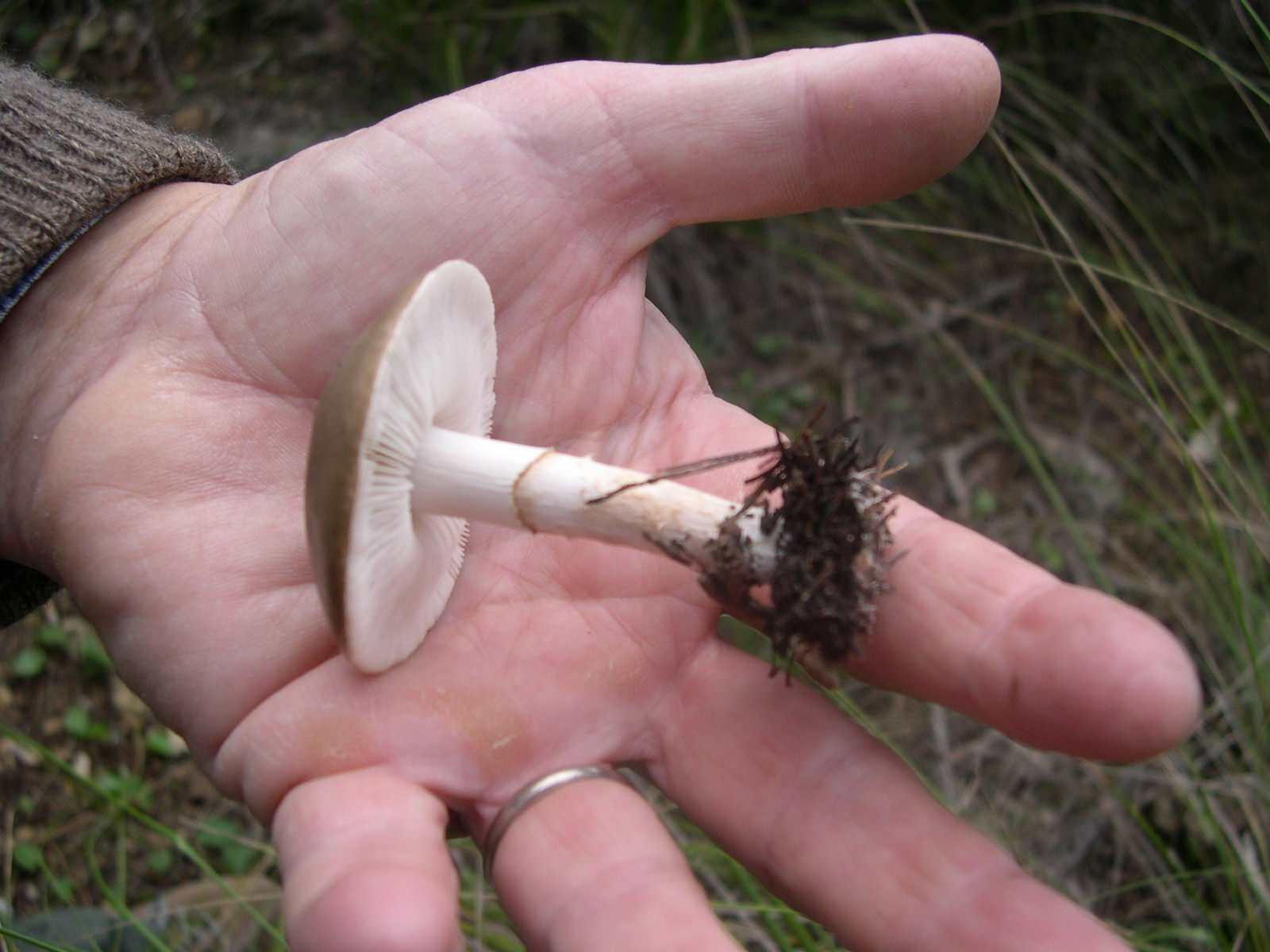
Limacella subfurnacea
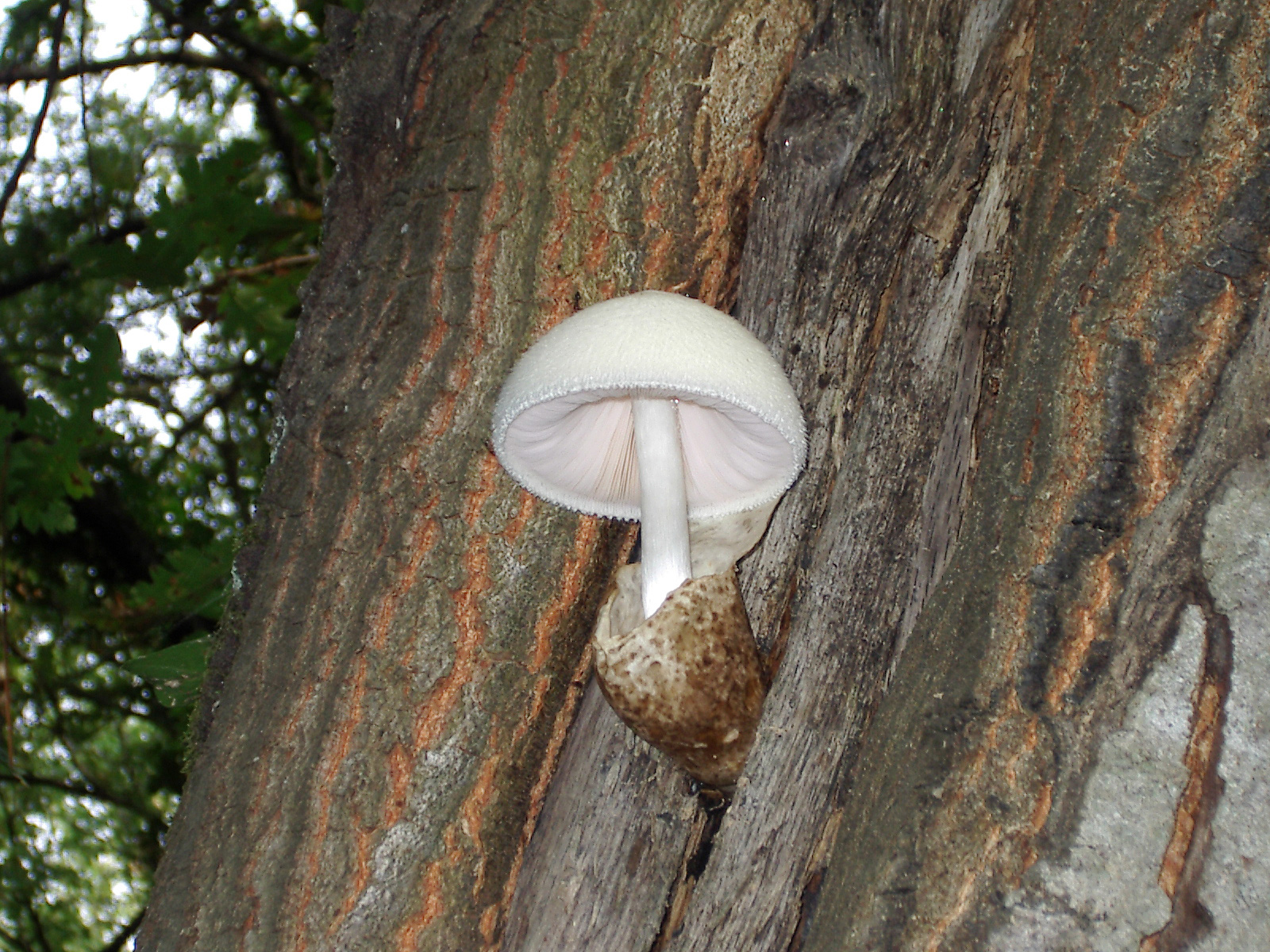
Volvaria bombycina